# Disputa por pênaltis

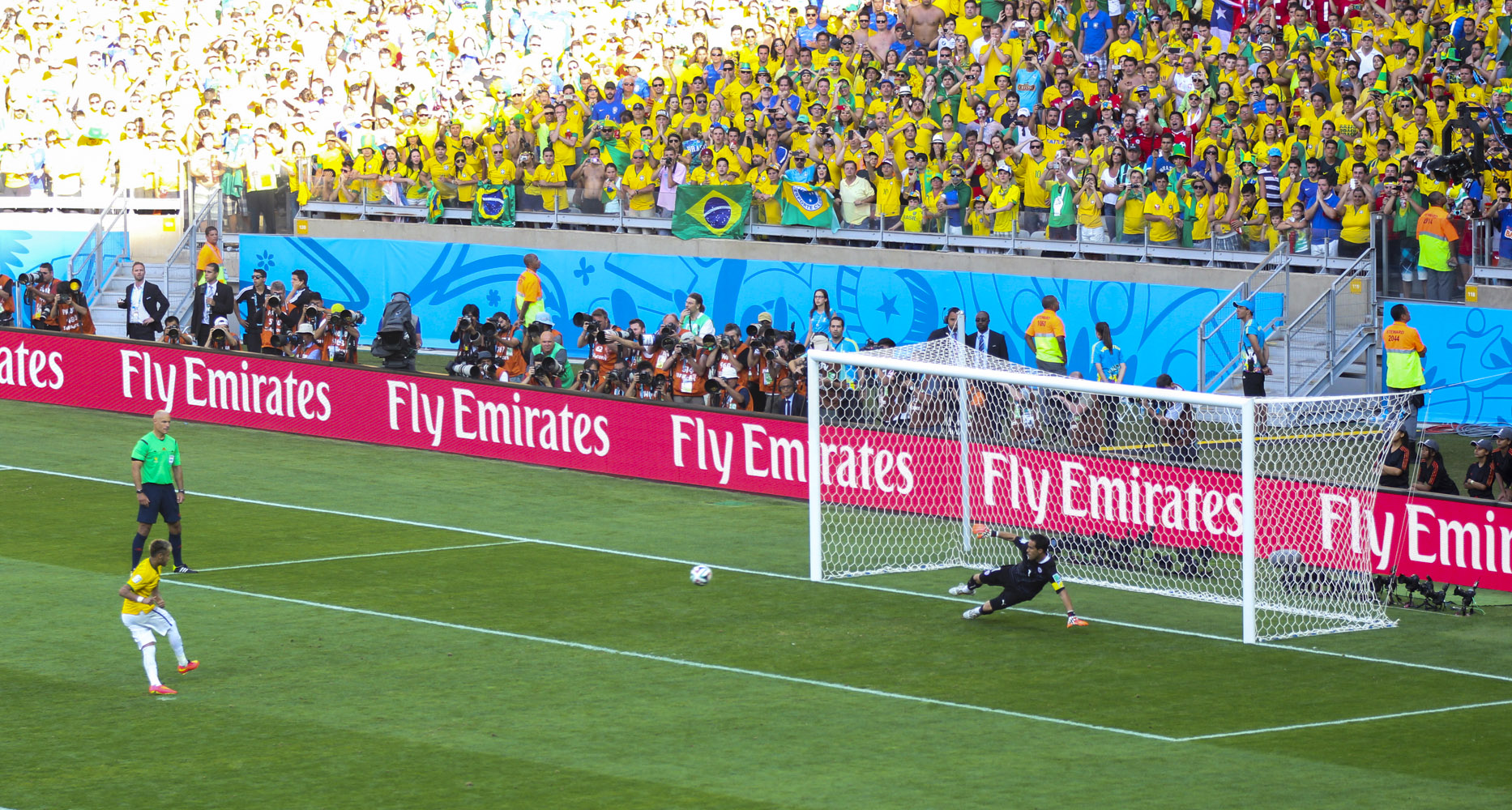
Neymar realiza uma cobrança na disputa de pênaltis do Brasil contra o Chile nas oitavas de final da Copa do Mundo de 2014.

No futebol, a disputa por pênaltis (português brasileiro) ou penáltis (português europeu), penalidades máximas, grandes penalidades ou simplesmente pênaltis (português brasileiro) ou penáltis (português europeu), é um método de desempate empregado quando uma partida que não pode terminar empatada termina com o placar em igualdade entre as duas equipes após o tempo normal e também na prorrogação, caso esta tenha sido utilizada.
Em uma disputa por pênaltis, cada equipe se reveza para realizar uma cobrança de pênalti, com o gol sendo defendido apenas pelo goleiro(pt-BR) ou guarda-redes(pt-PT?) da equipe adversária. Ambos os times têm direito a cinco cobranças que devem ser realizadas por cinco jogadores diferentes; o time que conseguir mais cobranças bem-sucedidas ou obtiver uma vantagem que não puder ser alcançada pela outra equipe é declarado o vencedor. Se o placar da disputa de pênaltis após as dez cobranças terminar empatado, as cobranças progridem para tentativas extras de "morte-súbita" ou "cobranças alternadas", onde a equipe vencedora será aquela que converter sua cobrança e o adversário perder a sua.
As cobranças convertidas durante a disputa de pênaltis não contam como gols no placar da partida, e são contadas separadamente dos gols marcados durante o jogo regular (incluindo a prorrogação, se houver). Embora o procedimento para cada cobrança individual na disputa de pênaltis se assemelhe ao de um pênalti, há algumas diferenças. De maneira mais notória, apenas o cobrador e o goleiro adversário participam do lance, todos os outros jogadores (exceto o goleiro do time do batedor) ficam no círculo central.
Algumas alternativas foram implementadas e testadas ao longo do tempo para tentar evitar as disputas de pênaltis, como o gol de ouro (golden goal, em inglês) e a regra do gol fora de casa. A ordem das cobranças geralmente segue um padrão preestabelecido, com as equipes se alternando nas cobranças; alegando que poderia existir uma suposta vantagem para o primeiro cobrador, a International Football Association Board (IFAB), órgão oficial que regulamenta as regras praticadas no futebol profissional, implementou o sistema "ABBA", onde é utilizada a Sequência de Thue-Morse. Eventualmente, todas essas alternativas foram descontinuadas pelo órgão.

## Visão geral
De acordo com o capítulo dez ("A determinação do resultado de um jogo"), do Laws of the Game (Regras do Jogo, em português), guia da International Football Association Board (IFAB), órgão oficial que regulamenta as regras praticadas no futebol profissional, a disputa de pênaltis é um dos três critérios de desempate empregados caso uma partida entre duas equipes termine empatada e o regulamento da competição exigir que uma delas seja declarada vencedora – algo comum em fases de torneios de "mata-mata", como a Copa do Mundo da FIFA. Neste caso, são exercidos primeiramente os critérios de regra do gol fora de casa e então a prorrogação (caso existam no regulamento da competição); se porventura essas medidas também terminarem empatadas, o vencedor deverá ser então definido em uma disputa de pênaltis.(p.89) A equipe que triunfar se classificará para a próxima fase do torneio, ou, caso a partida seja uma final, será declarada como campeã, enquanto a equipe perdedora estará eliminada, embora o resultado final de um jogo decidido nos pênaltis seja considerado pela FIFA oficialmente como empate. Gols marcados em uma disputa de pênaltis não são contabilizados como gols para os cobradores e nem para o time, e são registrados separadamente dos gols marcados durante o jogo normal (incluindo prorrogação, se houver).

## Procedimento e regras

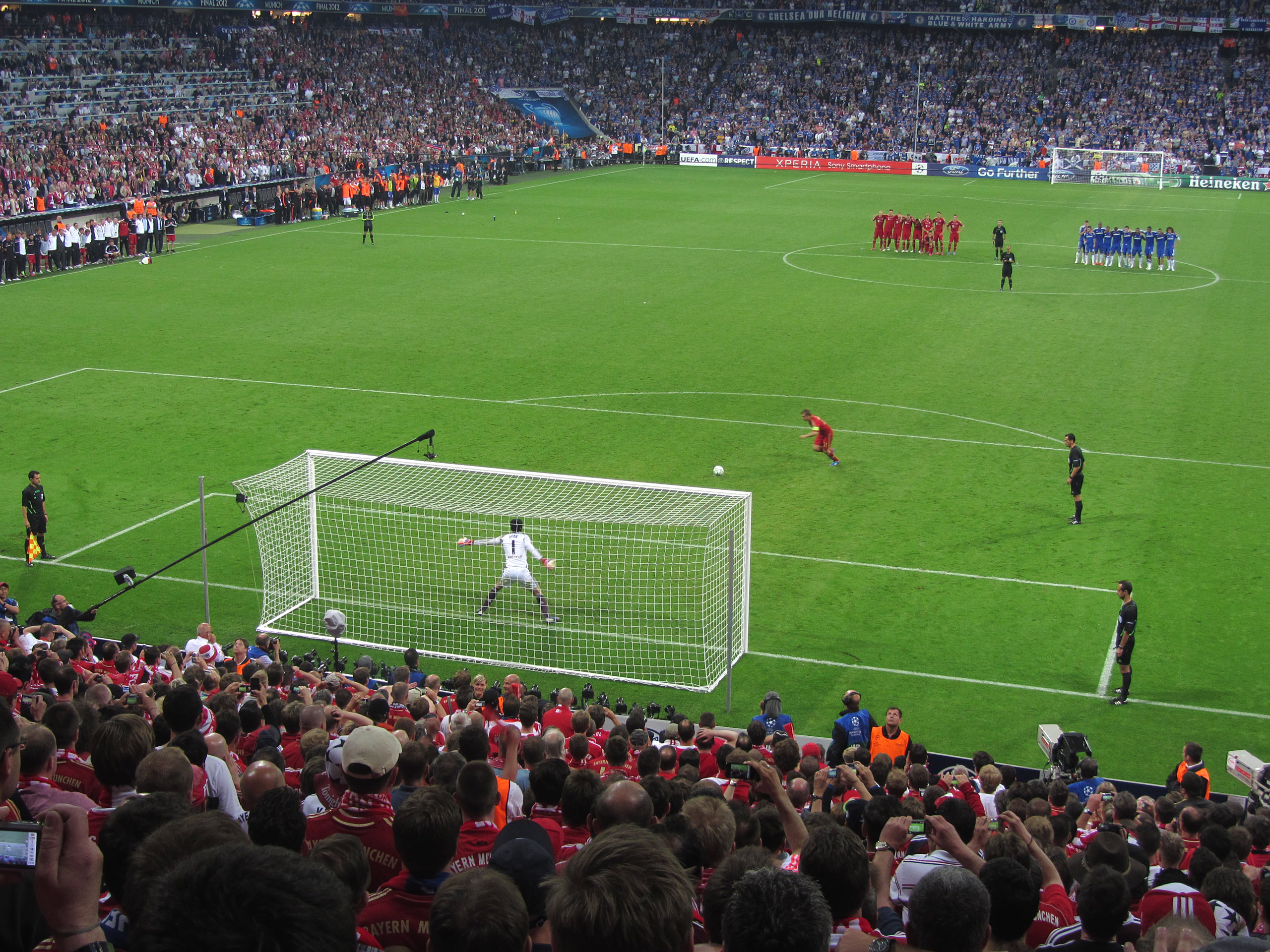
Philipp Lahm cobrando seu pênalti na Final da Liga dos Campeões entre Chelsea (de azul) e Bayern de Munique (de vermelho) em 2012. Repare que todos os outros jogadores, exceto os goleiros, estão no círculo central, conforme a regra.

A seguir está um resumo do procedimento que a arbitragem da partida deve seguir para coordenar a disputa de pênaltis, de acordo com o Laws of the Game.(p.89–91)
1. O árbitro tira cara ou coroa lançando uma moeda ao ar para determinar em qual das duas metas a disputa será realizada. A escolha da meta pode ser mudada por motivos de segurança ou caso o gramado da meta não esteja em boas condições.
2. O árbitro novamente lança uma moeda para o ar, e a equipe vencedora escolhe se executará a primeira cobrança ou se o adversário começará a disputa.
3. Cada equipe então é responsável por definir a ordem dos cobradores; essa ordem não é informada ao árbitro.
4. Definidos a ordem e os cobradores de cada equipe, todos os jogadores aptos a participar da disputa de pênaltis devem permanecer no círculo central. As únicas exceções são os goleiros de ambas as equipes e o batedor da cobrança atual. O goleiro adversário deve permanecer sobre a linha entre as traves até que a cobrança seja realizada. O goleiro da equipe do batedor deve permanecer no campo de jogo, na interseção da linha de fundo com a linha limítrofe da área penal. Todos os jogadores reservas e membros da comissão técnica das duas equipes devem permanecer fora de campo.
5. O árbitro apita autorizando o tiro.
6. O batedor então realiza a cobrança, e o resultado dela será registrado pelo árbitro.
7. Após a cobrança, a equipe adversária será a próxima a realizar uma cobrança. O árbitro registra o resultado, a outra equipe tem o direito de cobrar, e assim sucessivamente.
8. Isso segue até as duas equipes realizarem cinco cobranças. A equipe vencedora será aquela que tiver realizado mais cobranças certas. Caso uma das equipes atinja uma vantagem que a adversária não conseguirá alcançar mesmo que converta os tiros seguintes, nenhum outro tiro será executado e essa equipe será considerada vencedora.
9. Se após cinco cobranças de cada equipe o empate persistir, os tiros prosseguirão até que uma das equipes tenha marcado um gol a mais do que a outra após executado o mesmo número de cobranças.

Ainda de acordo com o Laws of the Game, as seguintes regras deverão ser impostas:(p.89–93)
- Só poderão participar das cobranças de pênalti os jogadores que estavam no campo de jogo ao final da partida ou que estavam temporariamente fora de campo (por lesão, ajustar algum equipamento de jogo, etc). A única exceção será no caso de um goleiro que não tiver condições de continuar jogando (ver a seguir).
- Caso uma das equipes tiver mais jogadores que a adversária (isto é, devido expulsões ou lesões), ela deverá reduzir seu número para equiparar ao da equipe adversária, informando ao árbitro o número e os nomes dos jogadores excluídos. Nenhum desses jogadores poderá participar da disputa de pênaltis.
  - A exceção será no caso de um goleiro que não estiver em condições de continuar jogando antes ou durante a disputa de pênaltis, podendo ser substituído por um jogador excluído para equiparar o número de jogadores, ou, se sua equipe não tiver usado o número máximo de substituições, por um jogador inscrito como substituto; o goleiro substituído não poderá voltar a participar da disputa nem executar nenhum tiro. Se esse goleiro já tiver executado um tiro, seu substituto não poderá executar outro até a série de tiros seguinte.
- Em todas as cobranças são aplicadas as regras gerais de cobrança de pênalti, tanto para o batedor quanto para o goleiro. Cada cobrança deve ser feita da marca do pênalti, e o gol deverá ser defendido apenas pelo goleiro adversário. O goleiro deve permanecer em cima da linha entre as traves até que a bola tenha sido chutada.
- O batedor poderá encostar na bola apenas uma vez.
- O tiro será considerado concluído quando a bola parar de se mover completamente, ficar fora de jogo, ou caso o árbitro paralisar o jogo por qualquer infração do batedor. Em todos esses casos, o batedor não poderá executar o tiro uma segunda vez.
- Caso o goleiro cometa uma infração que obrigue a repetição da cobrança, ele será advertido verbalmente na primeira infração e advertido com cartão amarelo em caso de reincidência.
- Entretanto, se o batedor for punido por uma infração cometida depois que o árbitro tiver apitado para executar o tiro, esse será registrado como perdido e o batedor será advertido com um cartão amarelo.
- Caso ambos goleiro e batedor cometerem uma infração, a cobrança será registrada como perdida, e o batedor será advertido com cartão amarelo.
- Todos os tiros devem ser realizados por jogadores diferentes; um jogador que já realizou sua cobrança só poderá cobrar novamente caso todos os outros jogadores tiverem cobrado.
- O árbitro terá autoridade para advertir com cartão amarelo ou expulsar quaisquer jogadores, substitutos, jogadores substituídos ou membros da comissão técnica de ambas as equipes.
- Caso um goleiro seja expulso, ele deverá ser substituído por um jogador apto a participar da disputa de pênaltis.
- Nenhum jogador que estiver sem condições de continuar jogando poderá ser substituído, com exceção do goleiro.

## História
Antes da introdução da disputa por pênaltis, partidas eliminatórias terminadas empatadas após a prorrogação eram decididas por um jogo extra ou por sorteio; entretanto, variações da atual disputa por pênaltis chegaram a ser usadas em competições menores antes da implementação definitiva. Alguns exemplos incluem a Copa da Iugoslávia de 1952 e a Copa da Itália da temporada 1958–59.
O israelense Yosef Dagan é reconhecido por propor o sistema de disputa de pênaltis moderno, tendo convencido a Associação de Futebol de Israel a experimentar o formato na Copa de Israel em 1965. Após a derrota da seleção nacional de seu país para a Bulgária em um sorteio de desempate nos Jogos Olímpicos de Verão de 1968, Michael Almog, que viria a presidir a referida associação, se interessou pela ideia de Dagan e juntos eles enviaram uma proposta para a FIFA em agosto de 1969. Koe Ewe Teik, membro da Comissão de Árbitros da Malásia, liderou a aceitação do sistema dentro da FIFA. A entidade máxima do futebol reuniu-se na Escócia e acatou o pedido. O anúncio geral do novo sistema se deu em 27 de junho de 1970.(p.6)

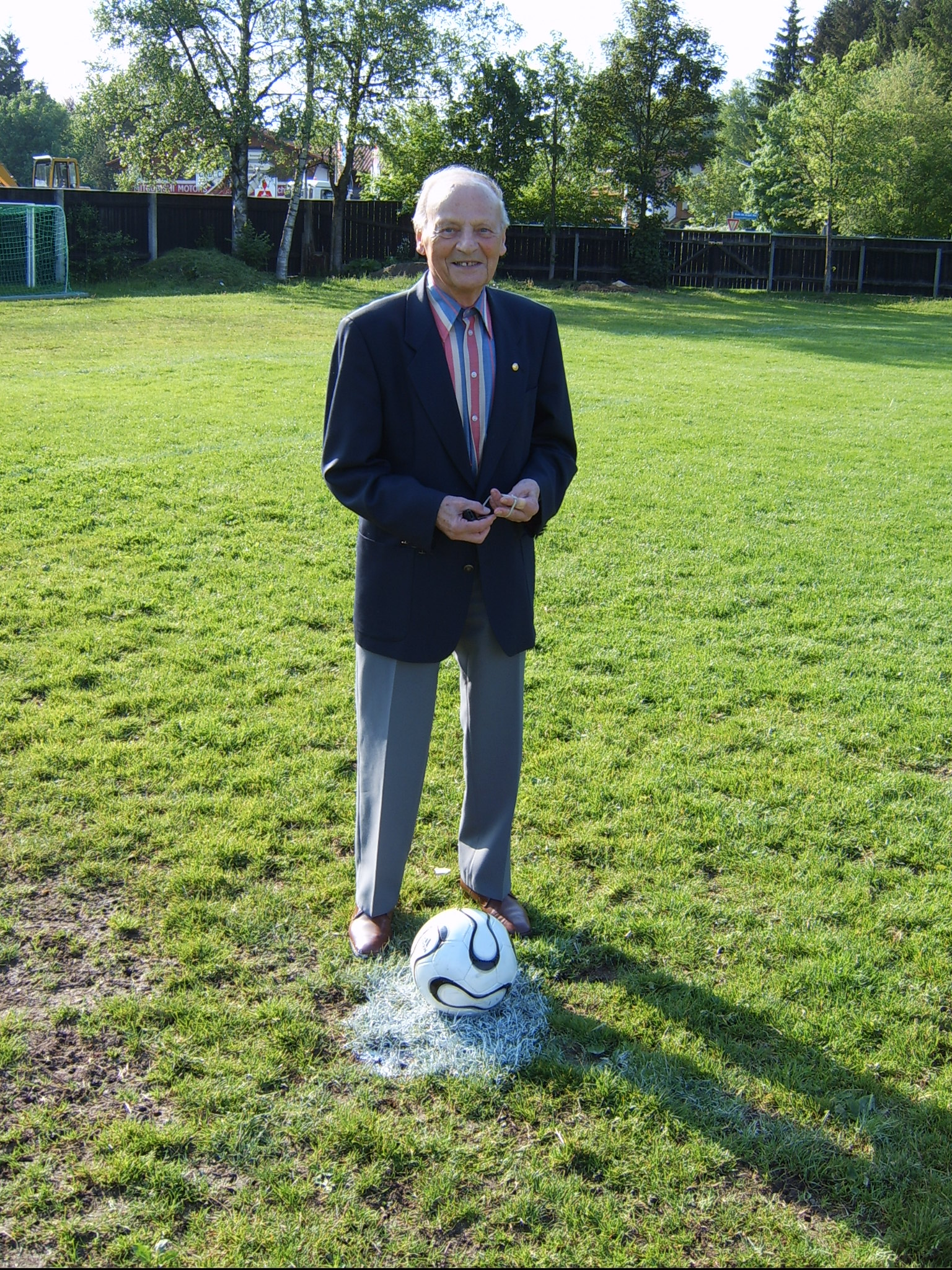
O alemão Karl Wald é considerado um dos possíveis inventores do sistema de disputa de pênaltis.

Em 2006, a agência de notícias alemã Deutsche Presse-Agentur noticiou que o árbitro Karl Wald teria sido o inventor do sistema de disputa de pênaltis em 1970, na Copa da Bavária. De acordo com o veículo, Wald fez a proposta para a Federação Alemã de Futebol, que acatou e implementou a ideia, pouco antes da UEFA e da FIFA seguirem e adotarem.

### Implementação
A primeira disputa de pênaltis realizada em uma partida profissional ocorreu em agosto de 1970, na Inglaterra, pela extinta Copa Watney, torneio de pré-temporada que reunia clubes das quatro primeiras divisões do Campeonato Inglês. O Manchester United eliminou o Hull City por 4–3 após a partida ter terminado empatada por 1–1 no tempo normal e na prorrogação. O atacante norte-irlandês do Manchester United George Best foi o primeiro jogador a cobrar e converter um pênalti numa disputa, e o primeiro a desperdiçar uma cobrança foi seu companheiro de equipe, o escocês Denis Law, que teve seu chute defendido pelo goleiro do Hull City, Ian McKechnie, compatriota de Law.
Tratando-se de seleções nacionais, a primeira decisão de um grande torneio internacional a ser decidido nos pênaltis foi a Eurocopa de 1976, entre a Tchecoslováquia e a Alemanha Ocidental. A partida terminou empatada em 2–2 no tempo normal e na prorrogação, e, embora a UEFA tenha programado antecipadamente um jogo extra para dois dias depois em caso de empate, ambas as seleções concordaram em decidir o troféu nas penalidades. Eventualmente, a Tchecoslováquia ganhou por 5–3; a disputa é popularmente conhecida por sua última cobrança, realizada pelo tchecoslovaco Antonín Panenka, pioneiro da técnica cavadinha. Em disputas válidas por Copas do Mundo FIFA, a primeira disputa ocorreu na edição de 1982, quando a Alemanha Ocidental derrotou a França nas semifinais por 5–4 nas cobranças. A final da Copa de 1994, entre Brasil e Itália, foi a primeira a se decidir desta forma após uma partida sem gols. A seleção brasileira ganhou a disputa por 3–2 e conquistou seu tetracampeonato.

## Alternativas
Alguns torneios já criaram suas próprias regras para evitar que partidas terminassem empatadas. A MLS, principal liga de futebol dos Estados Unidos, tinha no regulamento que uma partida empatada deveria ser decidida em um chamado "shootout". Ao invés de cobrar uma penalidade em um tiro direto, o modo consistia em posicionar o cobrador com a bola a 32 metros do gol, e ele teria cinco segundos para se aproximar da meta e marcar o gol. A prática foi abolida em 1999. Na edição de 2001 do Campeonato Paulista, a Federação Paulista de Futebol determinou que resultados que terminassem sem gols levariam a uma disputa de pênaltis; o vencedor receberia um ponto. Em caso de empate com gols, o ganhador receberia dois.
Uma definição por pênaltis também pode ser combinada antes de uma partida caso não esteja contemplada no regulamento de uma competição, tal como ocorreu no Torneio Sul-Americano Pré-olímpico sub-23 de 2000, entre as seleções da Argentina e do Chile: como ambas as seleções tinham o mesmo número de pontos, gols a favor e gols contra, pediram à CONMEBOL que, em caso de empate, a partida fosse resolvida nos pênaltis. O pedido que foi acatado pela entidade, com consentimento da FIFA.

### Regra do gol(o) fora de casa
A regra do gol fora de casa, aplicada em competições de mata-mata onde há jogos com ida e volta, prevê que caso os saldos totais de gols marcado pelas duas equipes seja igual, o time que marcou mais gols fora de casa (isto é, não sendo mandante da partida) é declarado o vencedor. Entretanto, a regra do gol fora de casa vem sendo desprezada nos últimos anos em vários torneios. Desde 2015, a CBF aboliu a regra em finais da Copa do Brasil; em 2018, a entidade a eliminou de todas as fases da competição. Da mesma maneira, em 2021, tanto a UEFA quanto a CONMEBOL excluíram a regra de suas competições; as alterações começaram a valer a partir da temporada seguinte.

### Morte súbita
A morte súbita foi um método introduzido pela FIFA oficialmente em 1993, buscando diminuir a quantidade de prorrogações que terminavam em disputas por pênaltis. A regra dizia que, após o fim do tempo normal, dois períodos de quinze minutos (prorrogação) seriam jogados, e se uma equipe marcasse um gol nesse período, ela seria considerada vencedora e a partida terminaria imediatamente. Ficou popularmente conhecida como "gol de ouro" (em inglês: golden goal). Na temporada de 2002–03, a UEFA apresentou uma nova regra, o "gol de prata" (em inglês: silver goal), onde se um time marcasse um gol e terminasse o primeiro tempo da prorrogação à frente no placar seria considerado vencedor, mas o jogo não terminaria mais logo após o gol marcado.
Não obstante, após muitas reclamações de que as equipes preferiam se defender na prorrogação para levar a definição para a disputa de pênaltis, ambos os experimentos foram considerados falhos, e, em fevereiro de 2004, a IFAB anunciou que, após a Eurocopa de 2004, ambas as regras de gol de ouro e de prata deixariam de ser utilizadas.

### Formato "ABBA"

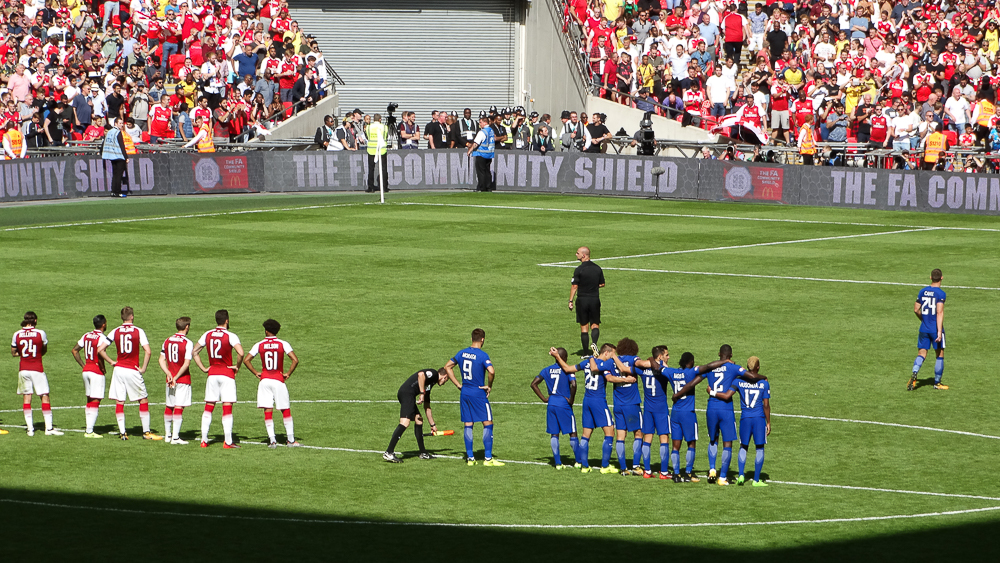
A Supercopa da Inglaterra de 2017, entre Arsenal (de vermelho) e Chelsea (de azul), foi decidida em uma disputa de pênaltis que utilizou o formato "ABBA".

Em 2010, um estudo realizado por Ignacio Palacios-Huerta, professor de Economia da Escola de Economia e Ciência Política de Londres, afirmou que sessenta por cento das disputas de pênalti eram vencidas pela equipe que batia o primeiro pênalti. Para contornar essa desvantagem, Palacios-Huerta sugeriu que a Sequência de Thue-Morse fosse utilizada.
Como parte de um experimento para reduzir essa suposta superioridade, a IFAB sancionou, em março de 2017, um novo formato para a sequência de cobradores, sendo inspirado no formato do tie-break do Tênis. O órgão corroborou a ideia de Palacios-Huerta e alegou que o sistema atual dava uma "vantagem injusta" ao time que assumisse a primeira cobrança. Esse novo formato foi denominado como "ABBA" e funcionaria da seguinte forma:
- 1ª cobrança: Time A
- 2ª cobrança: Time B
- 3ª cobrança: Time B
- 4ª cobrança: Time A
- 5ª cobrança: Time A
- 6ª cobrança: Time B
- 7ª cobrança: Time B
- 8ª cobrança: Time A
- 9ª cobrança: Time A
- 10ª cobrança: Time B

Em caso de empate nas dez primeiras cobranças:
- 11ª cobrança: Time B
- 12ª cobrança: Time A

Se a igualdade persistir (e assim sucessivamente):
- 13ª cobrança: Time A
- 14ª cobrança: Time B

O experimento foi inicialmente programado para acontecer nas edições de 2017 da Eurocopa Sub-17 Feminina e Masculina, caso uma disputa de pênaltis fosse necessária. Ele foi estendido até junho para incluir também as edições dos torneios Sub-19 Masculino e Feminino. A disputa de pênaltis na semifinal do Campeonato Feminino Sub-17 entre Alemanha e Noruega foi a primeira a implementar este novo sistema, vencido pelas alemãs. Foi também utilizado na Supercopa da Inglaterra de 2017 entre Arsenal e Chelsea; os Gunners levaram a melhor sobre os Blues.
Apesar disso, durante a 133ª Reunião Anual de Negócios do IFAB, em novembro de 2018, foi definido que, devido à falta de forte apoio, principalmente por causa de sua complexidade, o formato "ABBA" não seria mais usado em competições futuras.

## Críticas

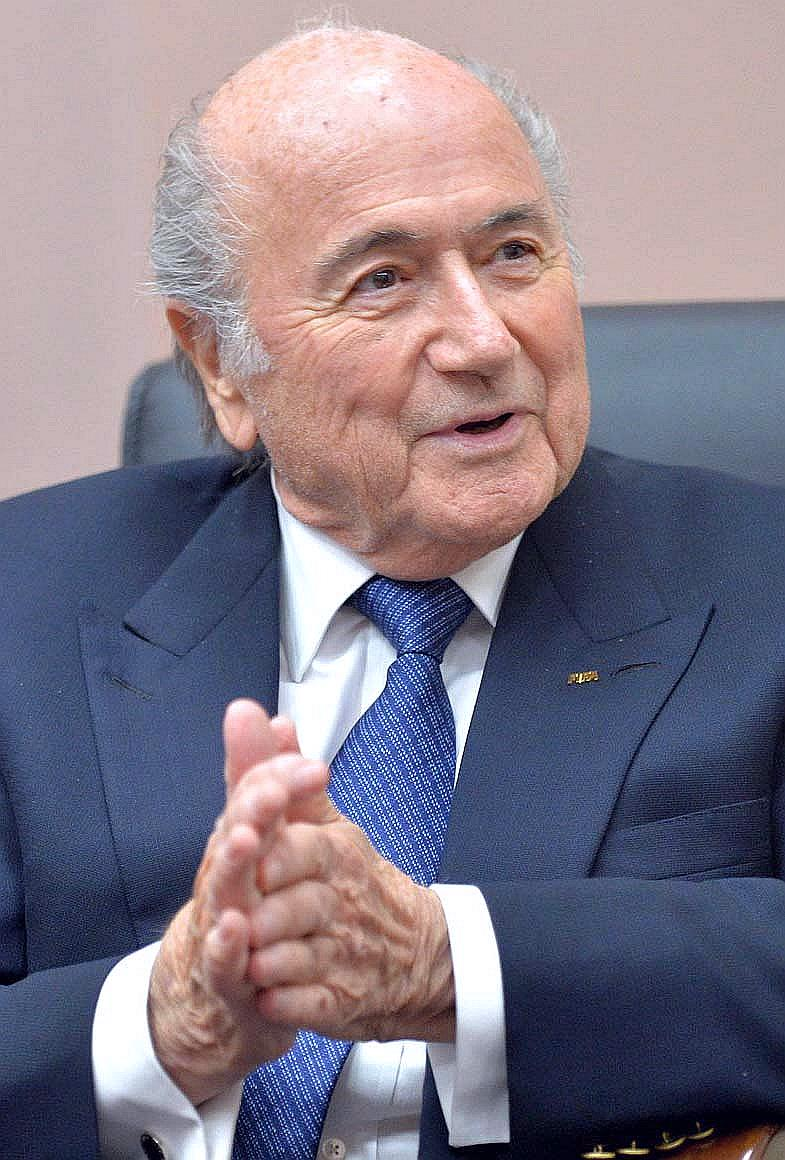
Joseph Blatter, ex-presidente da FIFA, já se manifestou contra a disputa de pênaltis em Copas do Mundo.

Como forma de decidir uma partida de futebol, os pênaltis têm sido vistos de maneiras diferentes. Paul Doyle, jornalista irlandês, descreveu-os como "emocionantes e cheios de suspense" e a disputa da final da Liga dos Campeões da UEFA de 2008 como "a maneira perfeita de terminar uma final maravilhosa". Richard Williams, jornalista inglês, comparou o espetáculo a "um açoite público numa praça do mercado". Em 2006, após a final entre Itália e França ter sido resolvida na marca da cal, o então presidente da FIFA, o suíço Joseph Blatter, declarou que não queria mais definições por pênaltis em uma final de Copa do Mundo, chamando o método de "tragédia" e afirmando que "o futebol é um jogo coletivo, e a disputa de pênaltis gira em torno do individual".
Geralmente as disputas de pênaltis são vistas como uma "loteria" ao invés de um teste de habilidade; treinadores como Luiz Felipe Scolari e Roberto Donadoni corroboraram essa perspectiva em entrevistas. Entretanto, vários veículos da imprensa e pesquisadores discordam desse pensamento, atribuindo a vitória nas disputas à preparação mental e a técnicas que podem ser utilizadas para um melhor aproveitamento nas cobranças.
Há relatos de equipes consideradas inferiores que são tentadas a jogar por um empate, entendendo que uma disputa de pênaltis oferece uma melhor esperança de vitória. Um exemplo é o Estrela Vermelha, da Iugoslávia, que venceu o Olympique de Marselha, da França, nos pênaltis, por 5–3 da Final da Taça dos Clubes Campeões Europeus de 1990–91. O técnico iugoslavo Ljupko Petrović admitiu publicamente que percebeu que sua equipe não conseguiria vencer no tempo normal, e orientou seus jogadores a esperarem pela disputa de pênaltis. De acordo com o treinador, o Estrela Vermelha havia praticado muitas cobranças de pênaltis nos treinamentos antes do jogo.